# Adèle de Vendôme-Anjou
Adèle de Vendôme-Anjou est la seule enfant issue du premier mariage de Foulques III Nerra, comte d'Anjou, avec Élisabeth de Vendôme.
Elle épouse Bodon de Nevers. En 1028, à la mort de leur fils Bouchard II, qui avait hérité du comté sous la tutelle de Foulques Nerra, Adèle reprend le comté et en donne la moitié à son second fils Foulques l'Oison. Ce dernier, mécontent de la situation, veut l'écarter, et Adèle donne alors sa moitié de comté à son demi frère Geoffroy II Martel, héritier du comté d'Anjou.